# Campeonato Mundial de Esgrima de 1951
O Campeonato Mundial de Esgrima de 1951 foi a 21ª edição do torneio organizado pela Federação Internacional de Esgrima (FIE). O evento foi realizado em Estocolmo, Suécia. 

## Resultados
Masculino
| Evento             | Ouro | Prata | Bronze |
| Espada individual  | Itália · Edoardo Mangiarotti                                                                               | Itália · Carlo Pavesi | Suécia · Sven Fahlman |
| Espada por equipe  | França · Alain Besseche · René Bougnol · Jacques Coutrot · Daniel Dagallier · Armand Mouyal · Armand Simon | Itália · Roberto Battaglia · Dario Mangiarotti · Mario Mangiarotti · Fiorenzo Marini · Carlo Pavesi                          | Suécia · Per Carleson · Sven Fahlman · Carl Forssell · Rolf Julin · Bengt Ljungquist · Berndt-Otto Rehbinder               |
| Florete individual | Itália · Manlio Di Rosa                                                                                    | Itália · Edoardo Mangiarotti                                                                                                 | França · Jehan Buhan |
| Florete por equipe | França · René Bougnol · Jéhan Buhan · Christian d'Oriola · Jacques Lataste · Claude Netter · Adrien Rommel | Itália · Giancarlo Bergamini · Manlio Di Rosa · Edoardo Mangiarotti · Alessandro Mirandoli · Renzo Nostini · Giorgio Pellini | Egito · Osman Abdel Hafeez · Ahmed Abu-Shadi · Salah Desuki · Hasan Hosni Taufik · Mahmud Yunes · Mohamed Zulficar         |
| Sabre individual   | Hungria · Aladár Gerevich                                                                                  | Hungria · Pál Kovács | Itália · Gastone Darè |
| Sabre por equipe   | Hungria · Tibor Berczelly · Aladár Gerevich · Pál Kovács · Endre Palócz · Károly Pesthy · László Rajcsányi | Itália · Gastone Darè · Roberto Ferrari · Renzo Nostini · Vincenzo Pinton · Mauro Racca · Vittorio Stagni                    | Bélgica · Gustave Ballister · Jean Henriet · François Heywaert · Ferdinand Jassogne · Marcel Van Der Auwera · Édouard Yves |

Feminino
| Evento             | Ouro | Prata                                                                                                 | Bronze |
| Florete individual | Hungria · Ilona Elek                                                                                                | Dinamarca · Karen Lachmann                                                                            | Hungria · Magdolna Nyári-Kovács                                                                            |
| Florete por equipe | França · Jacqueline Baudot · Odette Drand · Renée Garilhe · Françoise Gouny · Lylian Guyonneau · Therese Sanlaville | Hungria · Ilona Elek · Margit Elek · Katalin Horváth · Magdolna Nyári · Ilona Sákovics · Ilona Vargha | Dinamarca · Ella Dam-Larsen · Solveig Jørgensen · Edith Knudsen · Kate Mahaut · Grete Olsen · Ulla Barding |

## Quadro de medalhas
País sede
| Ordem | País      | Medalha de ouro | Medalha de prata | Medalha de bronze |    |
| ----- | --------- | --------------- | ---------------- | ----------------- | -- |
| 1     | Hungria   | 3               | 2                | 1                 | 6  |
| 2     | França    | 3               |                  | 1                 | 4  |
| 3     | Itália    | 2               | 5                | 1                 | 8  |
| 4     | Dinamarca |                 | 1                | 1                 | 2  |
| 5     | Suécia    |                 |                  | 2                 | 2  |
| 6     | Bélgica   |                 |                  | 1                 | 1  |
|       | Egito     |                 |                  | 1                 | 1  |
| TOTAL | TOTAL     | 8               | 8                | 8                 | 24 |